# Wanze (Belgien)
Wanze (wallonisch:  Wônse) ist eine französischsprachige Gemeinde in Belgien und liegt in der Provinz Lüttich, Region Wallonien.
Seit der Zusammenlegung der Gemeinden besteht die Gemeinde Wanze aus den sechs Dörfern Antheit, Bas-Oha, Huccorgne, Moha, Vinalmont und Wanze sowie dem Weiler Longpré. Die durchschnittliche Bevölkerungsdichte ist relativ hoch (319 Einwohner/km²), jedoch von Ort zu Ort sehr unterschiedlich. So finden sich in Wanze und Antheit große Baugebiete, in Huccorgne und Vinalmont dagegen ausgedehnte ländliche Flächen. Auch für die wirtschaftliche Tätigkeit zeigt der Ort zwei Gesichter: halbindustrielle Gebiete in der Umgebung des Zuckerwaren-Standortes in Wanze und das Bioethanolwerk „Biowanze“ (im Aufbau), ferner ein Betrieb von Kalksteinbrüchen, aber auch große Gebiete landwirtschaftlichen Charakters.

## Geografie
Wanze liegt im Tal der Maas, im Haspengau im Arrondissement Huy, in gleicher Entfernung (26 km) von Lüttich und Namur. Die Stadt Huy grenzt unmittelbar im Süden an.
Die Gemeinde liegt in der Landschaft Burdinale-Mehaigne. Ein Teil dieses Gebietes gehört zum Naturpark der Täler Burdinale und die Mehaigne.

## Gliederung
- Antheit: 4135 Einwohner / 714 ha
- Bas-Oha: 1644 Einwohner / 701 ha
- Huccorgne: 660 Einwohner / 843 ha
- Longpré: 264 Einwohner / 110 ha
- Moha: 1634 Einwohner / 551 ha
- Vinalmont: 1326 Einwohner / 1069 ha
- Wanze: 2960 Einwohner / 407 ha

### Ortsteil Moha
Im Ortsteil Moha befindet sich eine der ältesten mittelalterlichen Festungen Belgiens. Sie liegt auf einem Felssporn oberhalb des Flusses Mehaigne. Moha gab einem Teil des alten Hochstifts Lüttich seinen Namen und war bis zum 13. Jahrhundert eine eigenständige Grafschaft.

## Verkehr
Gut sechs Kilometer nördlich befindet sich der nächste Autobahnanschluss Huy-Fumal an der belgischen Autobahn A15 (Europastraße 42). In Wanze befindet sich ein Regionalbahnhof an der Bahnstrecke Namur-Lüttich; in Namur und Lüttich halten auch überregionale Schnellzüge.
Der Flughafen Lüttich, ein Regionalflughafen, liegt etwa 17 Kilometer entfernt, bei Brüssel befindet sich der internationale Flughafen Brüssel-Zaventem.

## Persönlichkeiten
- Der Maler Paul Delvaux (1897–1994) wurde in Antheit geboren.
- Der Sänger Andreas Frank wohnt in Antheit.
- Der Designer Sondron wohnt in Wanze.